# Bikini Karate Babes 2: Warriors of Elysia
Bikini Karate Babes 2: Warriors of Elysia è un videogioco di genere picchiaduro del 2011 distribuito per Windows e Mac, sequel del gioco Bikini Karate Babes del 2002.
Il gioco consiste in combattimenti basati sulle arti marziali e fornisce 12 personaggi femminili, interpretati da attrici reali, che indossano esclusivamente bikini.

## Modalità di gioco
Il gioco si ispira ad altri giochi di combattimento classici, come ad esempio Mortal Kombat.
Rispetto al predecessore Bikini Karate Babes, la grafica delle immagini è stata migliorata da 8 a 24 bit e sono state composte nuove colonne sonore
Le lottatrici dispongono di due mosse principali, ovvero pugno e calcio, e di una mossa speciale che varia in base al personaggio. Esse possono anche saltare, abbassarsi e bloccare/parare il colpo dell'avversario. È possibile inoltre realizzare altre mosse combinando in sequenza le abilità principali. Ad esempio, premendo il tasto "Calcio" quando il personaggio è a terra, essa tenterà di attaccare direttamente dal basso.
I personaggi giocabili all'inizio del gioco sono 6: TienWu, Athena, Isis, Cassiopeia, Maya e Aphrodite. Gli altri 6, ovvero Damia, Buana, Morrigan, Vesta, Aurora e Venus si possono sbloccare vincendo in determinate modalità.
Il gioco fornisce 8 modalità:
- Modalità Arcade: il personaggio scelto dal giocatore dovrà sconfiggere a turno altre 6 lottatrici scelte dal gioco per aggiudicarsi la vittoria del torneo. Ciascuno scontro consiste solitamente in 2 round, ma è possibile cambiare questo numero dalle impostazioni del gioco, oltre al livello di difficoltà (facile, normale, difficile). Le prime 4 avversarie vengono scelte casualmente dal gioco, mentre le ultime 2 (Aurora e Venus) sono fisse poiché ricoprono il ruolo di semi-boss e boss finale rispettivamente. Una volta vinto il torneo, viene sbloccato un nuovo personaggio. Per sbloccare nuovi personaggi è infatti necessario vincere in Modalità Arcade con una lottatrice che non ha ancora vinto in questa modalità. Perciò vincendo la modalità Arcade con 5 personaggi diversi verranno sbloccati altri 5 personaggi, che vanno ad aggiungersi ai 6 disponibili di default. A questo punto si avranno 11 personaggi giocabili, e viene anche sbloccata la modalità "Maratona", che consente di sbloccare il 12º e ultimo personaggio, ovvero Venus (l'unico non sbloccabile dall'Arcade).
- Modalità Maratona: si sblocca quando la modalità Arcade è stata vinta con 5 personaggi diversi. In questa modalità il personaggio scelto dal giocatore dovrà lottare a turno con tutte le altre. Tuttavia, a differenza della modalità arcade, la salute del giocatore non si rigenera alla fine di uno scontro vinto. Il personaggio quindi ha una certa quantità di punti-vita che dovrà preservare fino all'ultima partita. Dopo la vittoria, viene sbloccato il personaggio di Venus
- Modalità Vegas: si sblocca dopo la vittoria della modalità Arcade con un qualsiasi personaggio. In questa modalità il giocatore guarda lottare i personaggi e può scommettere dei soldi virtuali tentando di indovinare chi vincerà.
- Modalità Battaglia: in questa modalità è possibile giocare contro il computer o contro un altro giocatore, provvisto di joystick
- Modalità Battaglia di squadra: come la Modalità battaglia, ma è possibile scegliere fino a 8 personaggi. Quando uno viene sconfitto, subentrerà il successivo
- Modalità Sfida: si può utilizzare questa modalità per sbloccare Contenuti aggiuntivi relativi a un personaggio (tra cui Foto, Musica, Codici per mosse speciali, Intervista audio all'attrice che l'ha interpretato). Uno volta scelto il personaggio, occorrerà sconfiggerlo giocando a turno con le altre lottatrici. Ciascuna vittoria sbloccherà un elemento diverso.
- Modalità Pratica: si può utilizzare questa modalità per fare pratica con le mosse e i comandi.
- Modalità Spettacolo: in questa modalità si può assistere alla battaglia fra due lottatrici a scelta controllate dal computer.

## Cast
Le lottatrici del gioco sono interpretate da attrici reali:
- Cynthia Okula (Venus)
- Fawn Tran (TienWu)
- Meghan Jade Tarmey (Athena)
- Mira Popova (Aphrodite)
- Bethany Ambrose (Cassiopeia)
- Mindy Ess (Aurora)
- Tineke Kordell (Maya)
- Ereka Weger (Damia)
- Dina Al-Sabah (Vesta)
- Stefanie Flowers (Morrigan)
- Whitney Veach (Buana)
- Tiffani Webb (Isis)

Diretto da: Travis Riggs

## Accoglienza
Il gioco ha ricevuto recensioni miste, a differenza del suo predecessore che aveva ricevuto prevalentemente recensioni negative.
Infatti il gioco ottiene 7.5/10 sul sito Web aggregatore di recensioni IMDb (Internet Movie Database).

## Curiosità
- Alcuni personaggi del gioco erano presenti già nel prequel Bikini Karate Babes (TienVu, Athena, Isis, Venus e Aphrodite), mentre altri sono stati introdotti da zero. Alcuni personaggi di Bikini Karate Babes invece sono stati rimossi, tra cui Voluptas, Persephone, Thalia e Lucina.
- Aphrodite ricopriva il ruolo di boss finale in Bikini Karate Babes, mentre in Warriors of Elysia è giocabile fin dall'inizio.
- Nei crediti del gioco (mostrati dopo la vittoria della modalità Arcade) compaiono anche altri personaggi con le relative attrici, poi rimossi e non giocabili nella versione finale del gioco[4].
- La mossa speciale di Venus consiste nello strappare la parte superiore del bikini dell'avversaria, che si rifiuta di continuare a combattere perché troppo imbarazzata, e fugge dalla battaglia decretando la vittoria di Venus. Nel prequel Bikini Karate Babes era già presente questa mossa, e vi era anche una modalità apposita chiamata "Top Collector"[5], in cui il giocatore doveva cercare di vincere contro 5 avversari utilizzando questa tecnica. Gli sviluppatori avevano inizialmente introdotto questa modalità anche in Warriors of Elysia, ma hanno poi deciso di rimuoverla perché era troppo semplice arrivare alla vittoria e per utilizzare questa mossa non è necessario disporre di una modalità apposita[5]. Ad ogni modo, nessuno dei due giochi contiene scene di nudo poiché le attrici, dopo aver perso la parte superiore del proprio bikini, si dispongono in modo tale da coprirsi con le braccia (in Bikini Karate Babes) oppure danno le spalle al giocatore (in Warriors of Elysia) ed escono rapidamente di scena.
- Molte abilità speciali del prequel (tra cui l'invisibilità) non sono presenti in questo gioco perché associate ad altri personaggi. Rispetto al prequel, il gioco cerca di essere più realistico e contiene meno mosse speciali "soprannaturali".